# Alessandro Striggio der Ältere
Alessandro Striggio, genannt der Ältere (* um 1536/37 in Mantua; † 29. Februar 1592 ebenda) war ein italienischer Komponist, Instrumentalist und Diplomat der Renaissancezeit. Er komponierte zahlreiche Madrigale und Bühnenmusiken. Beide Genres verband er in der von ihm mitentwickelten Madrigalkomödie. Er war der Vater des Librettisten Alessandro Striggio.

## Leben
Striggio entstammte einem Aristokratengeschlecht. Über seine frühen Lebensjahre existieren wenige Zeugnisse. Er hielt sich vermutlich in Florenz auf, wo er um 1560 die ersten Kontakte zu den Medici knüpfte. 1567 sandten sie ihn auf diplomatischer Mission nach England. Während der 1560er-Jahre komponierte er zahlreiche Intermedi für Hochzeiten, Besuche und andere festliche Anlässe der Medici. Obwohl er weiterhin für sie als Komponist wirkte, gibt es Anzeichen dafür, dass er Florenz verlassen hat. Striggio hatte Verbindungen zum Münchener Hof und ist vermutlich mehrere Male dorthin gereist; ein Aufenthalt 1568 dort galt wohl der Aufführung seiner 40-stimmigen Motette Ecce beatam lucem, die er für eine königliche Hochzeitsfeier komponiert hatte. Er schloss in den 1570er-Jahren eine Freundschaft mit Vincenzo Galilei. Ob er auch Mitglied der Florentiner Camerata war, ist nicht geklärt.
Während der 1580er-Jahre pflegte er den Umgang mit den Este an deren Hof in Ferrara, wo sich eines der damaligen Zentren der italienischen Musikentwicklung befand. Striggio begann hier, in einem für diese Epoche modernen Madrigalstil zu komponieren. Die Werke dieser Lebensperiode sind allerdings nicht erhalten. 1586 kehrte er endgültig nach Mantua zurück, blieb aber in enger Verbindung zu den Medici, für die er noch mindestens bis 1589 weiterhin tätig war.

## Werk
Striggio komponierte sowohl geistliche als auch weltliche Musik; erhalten ist ausschließlich Vokalmusik, teilweise mit Instrumentalbegleitung. Er veröffentlichte sieben Madrigalbücher und die Madrigalkomödie Il cicalamento delle donne al bucato.
Als eines seiner beeindruckendsten Werke und zugleich als bedeutende Leistung der polyphonen Renaissancemusik gilt die 40-stimmige Motette Ecce beatam lucem. Es gibt Anzeichen, dass er dies Werk oder die 40- bzw. 60-stimmige Messe (um 1565) auf einer Diplomatenreise nach London im Jahr 1567 mit sich geführt hat, so dass sie Thomas Tallis zu dessen ebenfalls 40-stimmigem Spem in alium inspirierten. Anders als Tallis gab Striggio genaue Anweisungen zur Verdoppelung der Vokal- durch Instrumentalstimmen. Die Aufführung von 1568 wurde von je acht Flöten, Altgamben und Posaunen sowie Cembalo und Basslaute begleitet. Die Motette ist mehrchörig gesetzt; sie umfasst vier Chöre von sechzehn, zehn, acht und sechs Stimmen, die räumlich voneinander getrennt aufgestellt sind. Ein noch größer dimensioniertes Werk ist die 40-stimmige Messe mit einem 60-stimmigen Agnus Dei. Sie war lange Zeit verloren geglaubt, wurde von dem Musikwissenschaftler Davitt Moroney entdeckt und als Parodiemesse zu Striggios Missa sopra Ecco sì beato giorno identifiziert. Das Werk wurde 2007 im Rahmen der Proms in der Royal Albert Hall unter Moroneys Leitung neu aufgeführt.
Striggios Musik war im späten 16. Jahrhundert weit verbreitet. Ihren starken Einfluss übte sie vor allem auf England aus, wo Alfonso Ferrabosco damals lebte und den italienischen Stil verbreitete.